# Andy Ogles

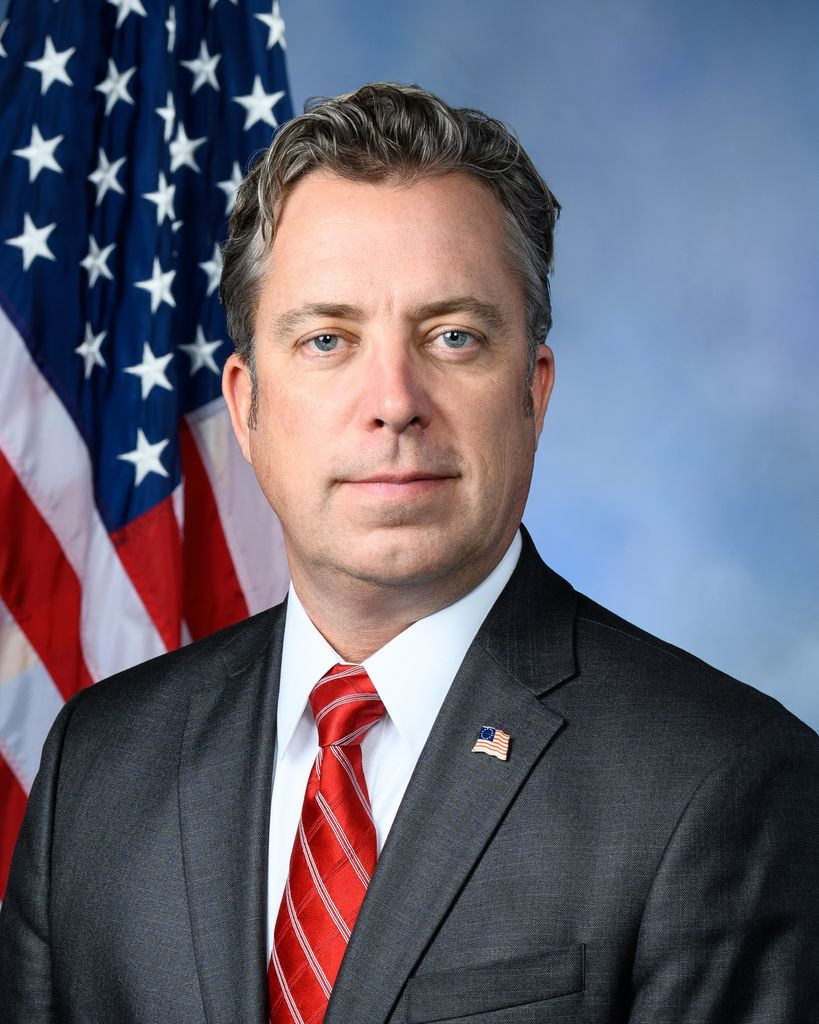
Andy Ogles (2023)

William Andrew „Andy“ Ogles IV. (* 18. Juni 1971 in Nashville) ist ein US-amerikanischer Politiker und Unternehmer, der seit 2023 als Mitglied der Republikanischen Partei den Bundesstaat Tennessee durch den fünften Sitz im Repräsentantenhaus der Vereinigten Staaten vertritt. Davor war er von 2018 bis 2022 Bürgermeister des Maury Countys. Ogles kandidierte in früheren Jahren für das Repräsentantenhaus und den Senat der Vereinigten Staaten.
Ogles arbeitete als konservativer Aktivist und Exekutivdirektor des Laffer Centers, das als Denkfabrik fungiert, die den fiskalischen Konservatismus und den freien Markt unterstützt. Er war für das Tennessee Chapter of Americans for Prosperity tätig, einer von der Familie Koch finanzierten Organisation.
Ogles nimmt stark konservative Positionen ein und wurde von Medien als „harter oder rechtsextremer“ Politiker beschrieben. Er ist gegen Schwangerschaftsabbrüche und gleichgeschlechtliche Ehen. Er ist der Meinung, dass die Präsidentschaftswahl in den Vereinigten Staaten 2020 „gestohlen“ wurde. Er stimmt mehrmals gegen Kevin McCarthys Wahl als Sprecher des Repräsentantenhauses, bis dieser eine Reihe von Zugeständnissen an die republikanischen Abgeordneten machte, die gegen ihn stimmten.

## Leben und Werdegang
Ogles beschreibt sich selbst als „ein im Maury County Gebürtiger, mit Wurzeln die zurück bis zur Gründung des Staates Tennessee gehen“. Er besuchte von 1990 bis 1993 die Western Kentucky University und studierte fächerübergreifende Sprachwissenschaften und Englisch.
Danach studierte Ogles an der Middle Tennessee State University, wo er die Kurse im Herbst 1995 und im Herbst 1998 nicht bestand. Er kehrte 2007 an die Universität zurück, wo er einen Abschluss als Bachelor of Science in Sieben freien Künste machte. Ogles sagte Ende Februar 2023, dass seine gescheiterten Universitätskurse auf „eine familiäre Angelegenheit“ zurückzuführen seien, die ihn dazu veranlasste, sein Studium aufzugeben, um „seine Familie in einer schwierigen Zeit finanziell zu unterstützen“ und dass er schließlich sein Studium mit Online-Kursen abgeschlossen habe.
Ogles arbeitete als Restaurantbetreiber und Immobilieninvestor. Er lebt mit seiner Frau Monica und ihren drei Kindern auf einer Farm in Culleoka.

## Politische Karriere

### Anfänge in der Politik
Ogles Engagement in der Politik begann, als er der erste Direktor des Tennessee chapters von Americans for Prosperity wurde, einer konservativen politischen Interessenvertretung. Später engagierte er sich im Laffer Center, einer Organisation, die sich für eine steuerlich konservative Steuerpolitik einsetzt. Er war auch Stipendiat der Stiftung Club for Growth.
Ogles kandidierte zwei Mal erfolglos für ein politisches Amt, das erste Mal für den vierten Sitz für Tennessee bei den Wahlen zum Repräsentantenhaus der Vereinigten Staaten 2002 und das zweite Mal für den Senat von Tennessee. Beide Male verlor Ogles die republikanischen Vorwahlen.
Im September 2017 kündigte Ogles an, dass er den amtierenden US-Senator Bob Corker, den er für unzureichend konservativ hielt, in der Vorwahl des folgenden Jahres herausfordern würde. Zwei Monate später kündigte Corker an, dass er zurücktreten und nicht die Nominierung für 2018 anstreben werde. Dies veranlasste die amtierende Vertreterin Marsha Blackburn, die spätere Gewinnerin, und den ehemaligen Vertreter Stephen Fincher, anzukündigen, dass sie zur Wahl stellen würden. Da ihre Kampagnen wahrscheinlich gut finanziert sein würden, kündigte Ogles kurz darauf an, dass er sich nicht zur Wahl stellen werde.
Ogles, der ursprünglich als potenzieller Kandidat für die Gouverneurswahlen in den Vereinigten Staaten 2018 für Tennessee angesehen wurde, erlebte stattdessen seinen ersten Wahlerfolg, als er bei den Parlamentswahlen am 2. August 2018 zum Landrat des Maury Countys gewählt wurde. Er besiegte dabei den Amtsinhaber Charlie Norman.

### County-Bürgermeister
Während seiner Amtszeit als Bürgermeister von Maury County kritisierte Ogles den Gouverneur von Tennessee, Bill Lee, dafür, dass er die Fähigkeit der örtlichen Schulaufsichten zur Umsetzung der Maskenpflicht als Reaktion auf die COVID-19-Pandemie nicht eingeschränkt habe, und forderte den Gesetzgeber auf, in einer Sondersitzung Gesetze zur Unterstützung seines Vorschlags zu verabschieden. Er unterstützte eine Umsatzsteuererhöhung, die 2020 verabschiedet wurde.
Ogles kandidierte zunächst um eine zweite Amtszeit als County-Bürgermeister, zog sich jedoch zurück, um an der Wahl um den neu eingeteilten Sitz des US-Repräsentantenhauses im 5. Kongressbezirk von Tennessee teilzunehmen. Nachdem er einen Monat vor der republikanischen Vorwahl seine Kandidatur für den Kongress angekündigt hatte, legte er sein Veto gegen das diesjährige Bezirksbudget zusammen mit dem Schul- und Bibliotheksbudget ein – wegen einer 31-Cent-Grundsteuererhöhung (der ersten seit sechs Jahren) und weil er in Betracht zog, dass kleine Kinder in der Bibliothek unangemessenem „woke“-Material ausgesetzt sind. Die Bezirkskommission beschwerte sich, dass Ogles keine Bedenken hinsichtlich des Haushaltsplans gehabt habe, und stellte fest, dass er selten an Sitzungen teilnahm und sich nicht am Haushaltsverfahren beteiligt hatte. Ogles sagte, da er bei den Versammlungen nicht abstimmen könne, sei es nicht notwendig, dass er daran teilnehme, und dass er auf dem Laufenden bleibe, indem er sie online ansehe. Zwei Wochen später setzte sich die Bezirkskommission über das Veto hinweg und berief sich auf Status von Maury County als der am schnellsten wachsende Bezirk des Bundesstaates. Einige Kommissare und Bürger, die sich bei diesem Treffen äußerten, beschuldigten Ogles, sein Veto gegen das Budget eingelegt zu haben, um seine Referenzen als Steuerkonservativer in der bevorstehenden Vorwahl zu stärken; Es wurde angemerkt, dass seine Abwesenheit von diesem bestimmten Treffen darauf zurückzuführen sein könnte, dass es mit einer Wahlkampfveranstaltung in Konflikt stand.

### Repräsentantenhaus der Vereinigten Staaten

#### Wahlen
Ogles schien einigen Beobachtern einen starken Start in die Vorwahlen 2022 hingelegt zu haben und gab bekannt, dass er im ersten Monat der Kampagne fast eine halbe Million US-Dollar gesammelt habe. Als sein Offenlegungsbericht eine Woche nach Ablauf der Frist tatsächlich eingereicht wurde, zeigte sich, dass er nur 264.400 US-Dollar gesammelt hatte, obwohl er insgesamt über 500.000 US-Dollar an Einnahmen hatte. Er erklärte, dass er einen Privatkredit in Höhe von 320.000 US-Dollar für den Wahlkampf nicht berücksichtigt habe.
Unter den vielen Kandidaten stachen zwei als ernsthafte Herausforderer heraus: die ehemalige Sprecherin des Repräsentantenhauses von Tennessee, Beth Harwell, und der pensionierte Brigadegeneral der US-Armee, Kurt Winstead. In Anzeigen des Political Action Committee (TCPAC) der Tennessee Conservatives wurde Ogles als „D.C.-Insider“ und Lobbyist bezeichnet, der neun Mal seine Grundsteuern nicht bezahlt habe, während er die Erhöhung der Umsatzsteuer und eine Heiratssteuer (marriage tex) unterstützte. Zudem habe er sich nicht energisch genug gegen die jüngste Grundsteuererhöhung im Maury County ausgesprochen. Aufzeichnungen zeigen, dass Ogles zwischen 2005 und 2015 tatsächlich einige Tage bis fast ein Jahr mit der Zahlung von Steuern für sein Haus in Franklin in Verzug war, was zu Zinsbelastungen führte. Er reichte eine Verleumdungsklage gegen TCPAC ein. Ogles wiederum wurde von Super-PACs unterstützt, die Anzeigen schalteten, in denen Harwell und Winstead als „zu liberal für Tennessee“ angegriffen wurden.
Am 4. August 2022 gewann Ogles die Vorwahl.
Ogles traf bei den Parlamentswahlen im November 2022 auf die demokratische Kandidatin Heidi Campbell. Der Bezirk war zuvor eine Hochburg der Demokraten mit Zentrum in Nashville gewesen, wurde aber zu einem Gebiet umgestaltet, das bei der Präsidentschaftswahl in den Vereinigten Staaten 2020 mit zwölf Prozentpunkten Vorsprung für den Republikaner Donald Trump gestimmt hatte. Dies geschah durch die Aufteilung des demokratisch geprägten Nashville in drei Kongressbezirke. Als die neuen Bezirksgrenzen bekannt gegeben wurden, beschloss der demokratische Amtsinhaber, sich zurückzuziehen, und nannte den neuen Bezirk „ungewinnbar“ für einen Demokraten.
Am 30. August wurde Ogles von Sheila Butt, einem ehemaligen Mitglied des Repräsentantenhauses von Tennessee, als Bezirksbürgermeister abgelöst. Ogles wurde vom Freedom Caucus, dem rechtsextremsten Block der House Republican Conference, unterstützt.
Während der Wahl mied Ogles die großen lokalen Medien zugunsten des konservativen Lokalradios und postete nur sehr wenig in den sozialen Medien. Zu Beginn des Wahlkampfs trat er einige Male mit einem Flammenwerfer auf und sagte, er würde ihn bei der Arbeit von Präsident Joe Biden einsetzen, wenn er in Washington, D.C. ankäme. Ein Auftritt Ende Oktober mit dem texanischen US-Senator Ted Cruz in Franklin wurde in seinem ersten kampagnenbezogenen Twitter-Post seit seinem Gewinn der republikanischen Vorwahl angekündigt. Er lehnte alle Einladungen zur Debatte ab und zog Kritik von Kevin McCarthy auf sich.
Er sammelte fast eine Million US-Dollar für seinen Wahlkampf, einschließlich des Darlehens, und gab 573.000 US-Dollar aus. Im Gegensatz dazu sammelte Campbell über eine US-Million Dollar, nichts davon in Form von Darlehen, und gab 679.000 US-Dollar aus, hauptsächlich für Fernsehwerbung.
Die Wahl wurde dadurch erschwert, dass örtliche Beamte aufgrund eines Fehlers in der Datenbank des Geoinformationssystems vom Davidson County versehentlich 1000 Stimmzettel mit den falschen Wahlen verschickten. Eine Klage der Tennessee League of Women Voters gegen den Staat, die die Abstimmung im Bezirk hätte verzögern können, wurde in letzter Minute beigelegt. Dadurch durften 438 Wähler, die bereits einen falschen Stimmzettel abgegeben hatten, an vorläufigen Stimmzetteln teilnehmen, die nur bei einem geringeren Endergebnis auszuzählen waren.
Ogles gewann die allgemeinen Wahlen im November mit 56 Prozent der Stimmen gegenüber 41 Prozent von Campbell und war damit der erste Republikaner seit dem 19. Jahrhundert, den fünften Bezirk von Tennessee im Repräsentantenhaus der Vereinigten Staaten vertrat. Nashville war zum ersten Mal in der Moderne ohne demokratische Vertreter im Repräsentantenhaus.
Bei den Vorwahlen zur Kongresswahl 2024 trat Courtney Johnston, ein Republikanischen Mitglied des Stadtrates von Nashville. Die Vorwahl wurde zur Konfrontation der Republikaner der Stadt Nashville und den Republikanern der Vororte Columbia und Franklin und der ländlichen Gebiete. Ogles basierte seinen Vorwahlkampf auf die Unterstützung durch Donald Trump und seine Unterstützung Von Waffenbesitz. Zusätzlich brachte er einen Antrag auf Amtsenthebung von Vizepräsidentin Kamala Harris ein. Er gewann die Vorwahl mit 56,5 %. In der Hauptwahl schlug er die Demokratin Maryam Abolfazli mit 56,9 %.

#### Amtszeit
Am 1. Januar 2023 unterzeichnete Ogles einen Brief der Abgeordneten Scott Perry und Chip Roy, in dem sie sich gegen den Republikaner Kevin McCarthy bei den bevorstehenden Wahlen zum Sprecher des Hauses aussprachen, nachdem McCarthy nicht alle vorgeschlagenen Änderungen der Hausregeln akzeptiert hatte. Am 3. Januar, seinem ersten Tag im Amt, schloss sich Ogles den rechtsextremen Republikanern des Repräsentantenhauses an und stimmte bei den ersten drei Wahlgängen gegen McCarthy. Dies war das erste Mal seit 1923, dass ein Sprecher nicht im ersten Wahlgang gewählt wurde. Am 6. Januar stimmte Ogles nach tagelangen Verhandlungen im zwölften Wahlgang für McCarthy und schloss sich dem Rest der Republikaner aus Tennessee an. Er erklärte, dass dies darauf zurückzuführen sei, dass er glaube, dass die Verhandlungen zwischen McCarthy und den anderen Verweigerern gut liefen.
Kurz nach seiner Vereidigung wurde Ogles in den United States House Committee on Financial Services berufen.
Die erste von Ogles eingebrachte Gesetzesvorlage, der Inflation Reduction Act of 2023, würde den Inflation Reduction Act von 2022 ersetzen. In seiner Rede zur Lage der Nation erwähnte Biden die Gesetzesvorlage, ohne den Namen von Ogles zu erwähnen, was Ogles in einem nachfolgenden Tweet zugutekam.
Zu Beginn seiner zweiten Amtszeit im 119. Kongress brachte Ogles einen
Verfassungsänderungsentwurf ein, der den 22. Verfassungszusatz dahin ändern sollte, dass Präsidenten eine dritte Amtszeit haben können sollten, wenn die ersten Amtszeiten, wie bei Donald Trump nicht direkt aufeinander folgten. Er stellte im Februar 2025 Anträge auf Amtsenthebungsverfahren gegen zwei Bundesrichter im District of Columbia. Der eine hatte die Wiederherstellung von Webseiten des Gesundheitsministeriums angeordnet, die auf Grund einer Executive Order von Präsident Trump abgeschaltet worden waren; der andere hatte entschieden, dass die Exekutive nicht unbegrenzt vom Kongress bewilligte Entwicklungshilfe zurückhalten könne. Im März rief Ogles auf X zur Amtsenthebungsverfahren eines dritten Bundesrichters in Maryland auf. Elon Musk gab am Mittwoch, dem 19. März 2025 zu Ogles Wiederwahlkampfkampagne die Höchsumme an Barwahlkampfspenden ($ 6.600), wie auch an die Abgeordneten Eli Crane aus Arizona, Lauren Boebert aus Colorado, Derrick Van Orden aus Wisconsin, Andrew Clyde aus Georgia, und Brandon Gill aus Texas, die ebenfalls Amtsenthebungsverfahren gegen Bundesrichter unterstützten. Andy Ogles erklärte, dass er durch die Spende geehrt sei und das Vorgehen lebensnotwendig für die Republik sei.

### Politische Positionen
Medienquellen bezeichneten die politischen Ansichten von Ogles als konservativ oder rechtsextrem.
Ogles ist gegen Schwangerschaftsabbruch und die gleichgeschlechtliche Ehe. In einem Interview von 2022 spielte er die Notwendigkeit von Ausnahmen in einem Schwangerschaftsabbruchsgesetz herunter und nannte sie „Ablenkungsmanöver“. Im Juni 2022, nach der Aufhebung von Roe v. Wade, sagte Ogles: „Das nächste, was wir tun müssen, ist die gleichgeschlechtliche Ehe.“
Ogles forderte die Amtsenthebung von Präsident Joe Biden und Vizepräsidentin Kamala Harris sowie die Erhebung von Anklagen wegen Hochverrats gegen den Minister für Innere Sicherheit der Vereinigten Staaten Alejandro Mayorkas. Er forderte, dass dem Bildungsministerium der Vereinigten Staaten die Mittel entzogen werden.
Ogles bestreitet die Legitimität der Präsidentschaftswahl in den Vereinigten Staaten 2020.
Ogles unterstützt School Choice, Amtszeitbegrenzung, Deregulierung der Gesundheitsfürsorge und niedrigere Steuern. Er ist gegen Zweckbindungen.
Zwei Tage nach der Vorwahl der Demokratischen Partei zur Bürgermeisterwahl in New York City, die Zohran Mamdani gewonnen hatte, schrieb Ogles Ende Juni 2025 einen Brief an Justizministerin Pam Bondi und rief dazu auf, Mamdani auszubürgern und abzuschieben. Seine Forderung wurde von demokratischen Politikern als rassistisch kritisiert.